# كانا كوباياشي
كانا كوباياشي (باليابانية: 小林香菜؛ بالكانا: こばやし かな) هي آيدولة يابانية وممثلة يابانية، ولدت في 17 مايو 1991 في مدينة سايتاما في اليابان.

## وصلات خارجية
- الموقع الرسمي
- كانا كوباياشي على موقع IMDb (الإنجليزية)
- كانا كوباياشي على موقع ميوزك برينز (الإنجليزية)
- كانا كوباياشي على موقع قاعدة بيانات الفيلم (الإنجليزية)